# Рифф, Жан-Ноэль
Жан-Ноэль Рифф (фр. Jean-Noël Riff; род. 22 апреля 1981, Мюлуз) — французский шахматист, гроссмейстер (2014).

## Биография
Жан-Ноэль Рифф вырос в деревне Сеппуа-ле-Ба. Начал заниматься шахматами в возрасте четырёх с половиной лет. Старший брат Себастьен (также сильный шахматист, наивысший рейтинг — 2293 балла) объяснил ему правила игры. Также играет в баскетбол.

## Результаты
Дважды выиграл турнир в Сен-Шели-д’Обрак, в 2009 и 2011 годах. Выиграл 22-е Гран-при в Ле-Туке-Пари-Плаж. Играл за шахматный клуб «Филидор Мюлуз» во Франции. С клубом участвовал в Кубке европейских клубов в 1997 и 2000 годах. Участвовал в клубном кубке в 2006, 2007 и 2008 годах, будучи игроком швейцарского клуба «SF Reichenstein». В эти же годы трижды стал лучшим игроком Швейцарской национальной лиги.
В 2005 году ему присвоено звание международный мастер. С 2014 года является гроссмейстером.

## Изменения рейтинга
| Графики недоступны из-за технических проблем. См. информацию на Фабрикаторе и на mediawiki.org. |